# Anfernee Hardaway
Anfernee Deon "Penny" Hardaway (Memphis, Tennessee, 18 de julio de 1971) es un exjugador de baloncesto estadounidense que disputó catorce temporadas en la NBA. Con 2,01 metros de estatura, jugaba en la posición de base. Desde 2018 es entrenador de los Memphis Tigers.

## Trayectoria deportiva

### Secundaria
Hardaway creció jugando baloncesto en Memphis para Treadwell High School, donde promedió 36,6 puntos, 10,1 rebotes, 6,2 asistencias, 3,9 robos y 2,8 tapones. Terminó su carrera en la escuela secundaria con 3.039 puntos.

### Universidad
Disputó dos años (1991-1993) con los Tigers de la Universidad de Memphis, donde promedió 20 puntos, 7,7 rebotes y 5,9 asistencias.

### Profesional
Fue elegido en el Draft de la NBA de 1993 por Golden State Warriors en el puesto número 3, pero fue inmediatamente traspasado a los Orlando Magic a cambio de Chris Webber. Su aparición causó impacto rápidamente en la liga, ganando el MVP en el partido de rookies del All-Star Weekend y siendo elegido en el mejor quinteto de novatos de ese mismo año. En esos primeros años jugó junto a la gran estrella Shaquille O'Neal, llevando juntos al equipo a la final de la NBA de 1995, donde cayeron ante los Houston Rockets. En 1996 es elegido para participar con su selección en los Juegos Olímpicos de Atlanta, donde ganaron la medalla de oro.
Disputó 6 temporadas en el equipo de Florida, hasta ser traspasado a Phoenix Suns. Allí comenzó su particular calvario, al perderse casi por completo la temporada de 2000-2001 por una lesión de rodilla. 
A finales de 2003, y tras 4 temporadas y media en Arizona, fue traspasado a los New York Knicks, donde una nueva lesión le mantuvo también apartado de la liga.
El 9 de agosto de 2007 firmó como agente libre con Miami Heat. El 12 de diciembre de 2007 fue cortado por el equipo para fichar a Luke Jackson.

### Entrenador
Comenzó como asistente del instituto East High School de Memphis en 2015, hasta que fue técnico principal en la temporada 2017-18.
El 19 de marzo de 2018, Hardaway fue contratado como entrenador por su "alma mater", los Memphis Tigers de la Universidad de Memphis, para reemplazar al técnico Tubby Smith. Como técnico asistente contrató, al también exjugador, Mike Miller.

## Selección nacional
Hardaway disputó los Juegos Olímpicos de 1996 celebrados en Atlanta con la selección estadounidense, logrando la medalla de oro.

## Estadísticas de su carrera en la NBA

### Temporada regular
| Año      | Equipo   | PJ  | PT  | MPP  | %TC  | %3P  | %TL   | RPP | APP | ROB | TPP | PPP  |
| -------- | -------- | --- | --- | ---- | ---- | ---- | ----- | --- | --- | --- | --- | ---- |
| 1993–94  | Orlando  | 82  | 82  | 36.8 | .466 | .267 | .742  | 5.4 | 6.6 | 2.3 | .6  | 16.0 |
| 1994–95  | Orlando  | 77  | 77  | 37.7 | .512 | .349 | .769  | 4.4 | 7.2 | 1.7 | .3  | 20.9 |
| 1995–96  | Orlando  | 82  | 82  | 36.8 | .513 | .314 | .767  | 4.3 | 7.1 | 2.0 | .5  | 21.7 |
| 1996–97  | Orlando  | 59  | 59  | 37.6 | .447 | .318 | .820  | 4.5 | 5.6 | 1.6 | .6  | 20.5 |
| 1997–98  | Orlando  | 19  | 15  | 32.9 | .377 | .300 | .763  | 4.0 | 3.6 | 1.5 | .8  | 16.4 |
| 1998–99  | Orlando  | 50  | 50  | 38.9 | .420 | .286 | .706  | 5.7 | 5.3 | 2.2 | .5  | 15.8 |
| 1999–00  | Phoenix  | 60  | 60  | 37.6 | .474 | .324 | .790  | 5.8 | 5.3 | 1.6 | .6  | 16.9 |
| 2000–01  | Phoenix  | 4   | 4   | 28.0 | .417 | .250 | .636  | 4.5 | 3.8 | 1.5 | .3  | 9.8  |
| 2001–02  | Phoenix  | 80  | 56  | 30.8 | .418 | .277 | .810  | 4.4 | 4.1 | 1.5 | .4  | 12.0 |
| 2002–03  | Phoenix  | 58  | 51  | 30.6 | .447 | .356 | .794  | 4.4 | 4.1 | 1.1 | .4  | 10.6 |
| 2003–04  | Phoenix  | 34  | 10  | 25.8 | .443 | .400 | .857  | 2.9 | 2.9 | .8  | .2  | 9.7  |
| 2003–04  | New York | 42  | 4   | 29.0 | .390 | .364 | .775  | 4.5 | 1.9 | 1.0 | .3  | 9.6  |
| 2004–05  | New York | 37  | 0   | 24.2 | .423 | .300 | .739  | 2.4 | 2.0 | .8  | .1  | 7.3  |
| 2005–06  | New York | 4   | 0   | 18.0 | .286 | .000 | 1.000 | 2.5 | 2.0 | .5  | .0  | 2.5  |
| 2007–08  | Miami    | 16  | 8   | 20.3 | .367 | .421 | .889  | 2.2 | 2.2 | 1.2 | .1  | 3.8  |
| Total    | Total    | 704 | 558 | 33.7 | .458 | .316 | .774  | 4.5 | 5.0 | 1.6 | .4  | 15.2 |
| All-Star | All-Star | 4   | 4   | 24.5 | .625 | .417 | .833  | 3.7 | 6.0 | 1.0 | .0  | 13.7 |

### Playoffs
| Año   | Equipo   | PJ | PT | MPP  | %TC  | %3P  | %TL  | RPP | APP | ROB | TPP | PPP  |
| ----- | -------- | -- | -- | ---- | ---- | ---- | ---- | --- | --- | --- | --- | ---- |
| 1994  | Orlando  | 3  | 3  | 44.3 | .440 | .455 | .700 | 6.7 | 7.0 | 1.7 | 2.0 | 18.7 |
| 1995  | Orlando  | 21 | 21 | 40.4 | .472 | .404 | .757 | 3.8 | 7.7 | 1.9 | .7  | 19.6 |
| 1996  | Orlando  | 12 | 12 | 39.4 | .465 | .364 | .744 | 4.7 | 6.0 | 1.7 | .3  | 23.3 |
| 1997  | Orlando  | 5  | 5  | 44.0 | .468 | .367 | .741 | 6.0 | 3.4 | 2.4 | 1.4 | 31.0 |
| 1999  | Orlando  | 4  | 4  | 41.8 | .351 | .462 | .769 | 5.0 | 5.5 | 2.3 | .3  | 19.0 |
| 2000  | Phoenix  | 9  | 9  | 42.9 | .462 | .263 | .710 | 4.9 | 5.7 | 1.6 | 1.2 | 20.3 |
| 2003  | Phoenix  | 6  | 6  | 40.7 | .386 | .360 | .722 | 6.0 | 4.3 | 2.2 | .8  | 12.7 |
| 2004  | New York | 4  | 3  | 42.0 | .365 | .357 | .833 | 4.5 | 5.8 | 1.5 | .3  | 16.5 |
| Total | Total    | 64 | 63 | 41.3 | .448 | .380 | .746 | 4.7 | 6.2 | 1.9 | .8  | 20.4 |

## Vida personal
Anfernee Hardaway nació en Memphis, Tennessee el 18 de julio de 1971. Su apodo, Penny (penique), se lo puso su abuela, que siempre decía que su nieto era pretty as a penny (bonito como un penique).
Penny tiene un hijo, Jayden, que jugó también en la Universidad de Memphis. Además tiene dos hijas, LaTanfernee (n. 1992) y Laila (n. 2005) ambas con su novia desde el instituto, Latarsha.
Hardaway es miembro de la fraternidad Kappa Alpha Psi.